# Velký Lipový
Velký Lipový je 999,3 m vysoká hora v Moravskoslezských Beskydech, nacházející se na rozhraní katastrů obcí Řeka a Morávka v okrese Frýdek-Mistek. V některých mapách a publikacích je občas nesprávně uváděná nadmořská výška 1003 či 1001 m.
Vrchol hory je zcela pustý a hustě zalesněný smrčinami. Nachází se zde pouze geodetický bod. Hora je součástí území přírodní rezervace Ropice.
Velký Lipový leží na lokálním rozvodí řek Morávka (přítok Ostravice) a Ropičanka (přítok Olše) spadajících do úmoří Baltského moře.

## Přístup

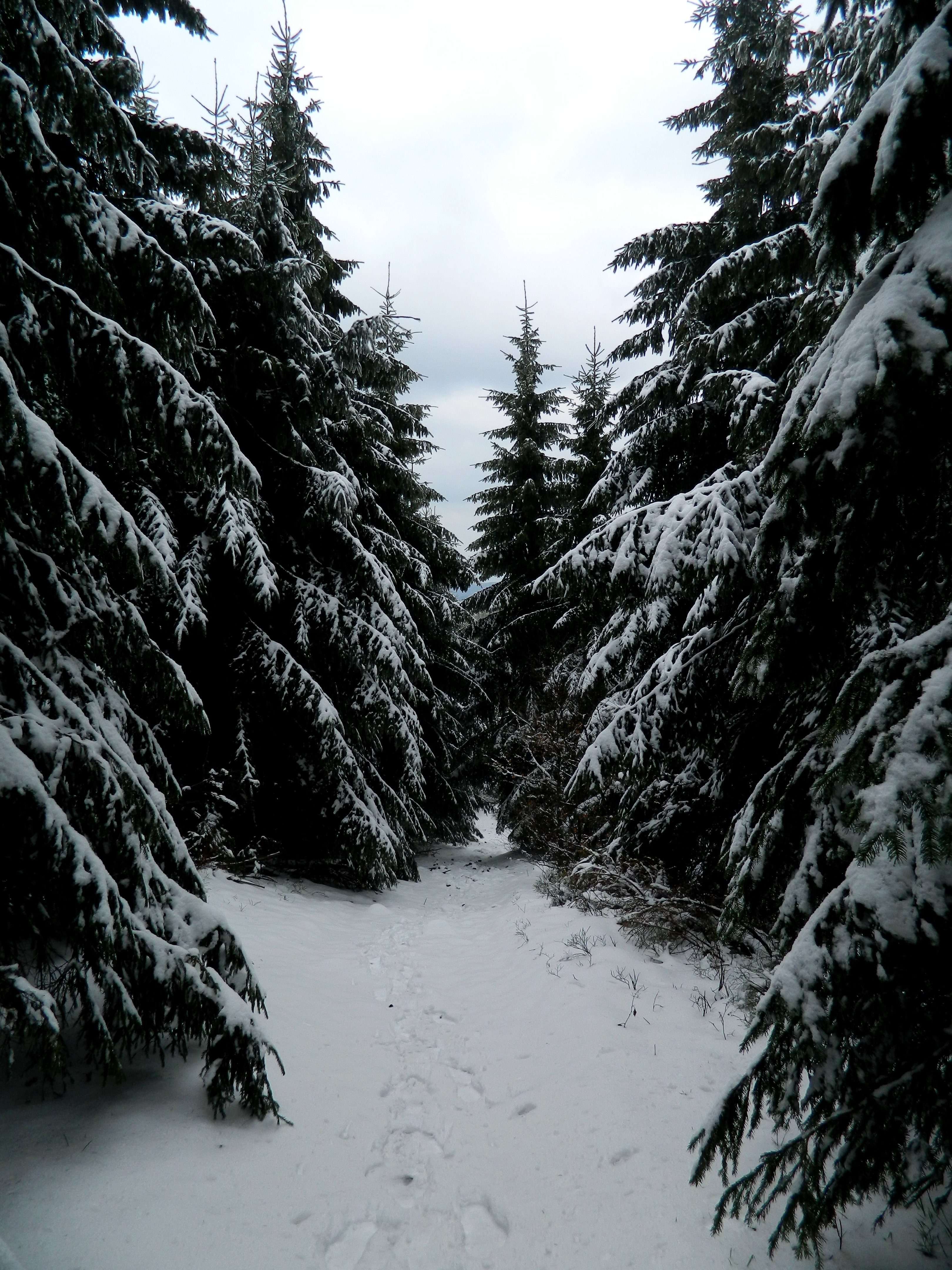
Hustě zalesněný vrchol Velkého Lipového

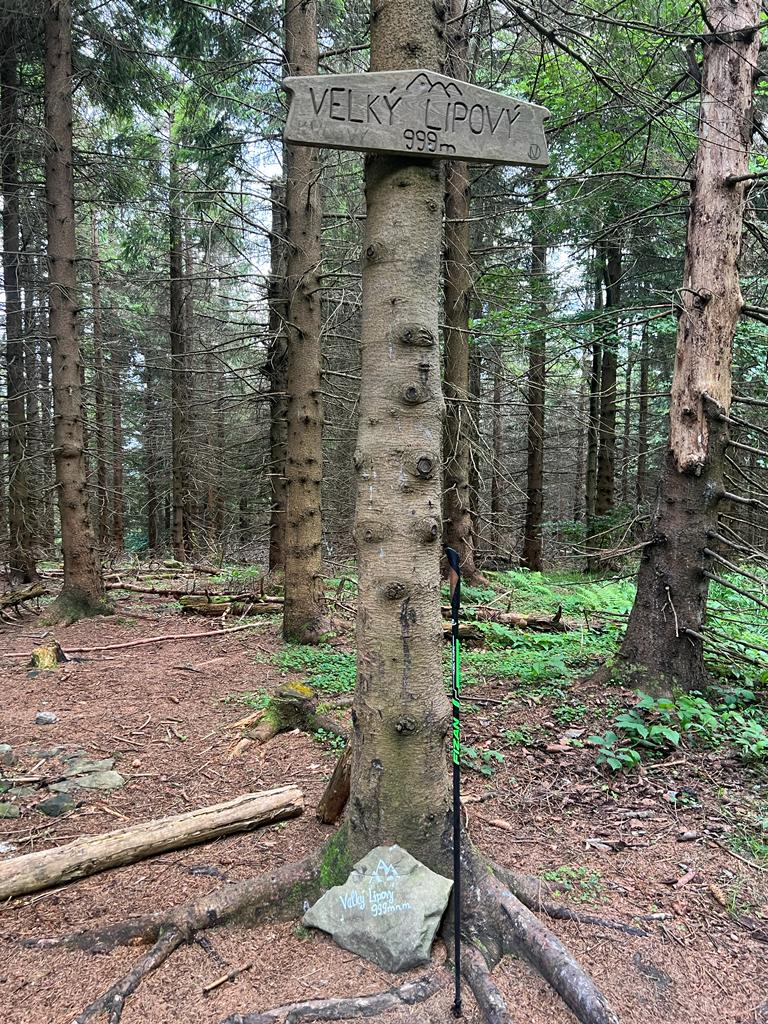
Cedule na vrcholu

Vrchol je orientačně velmi dobře přístupný pomocí značených turistických tras. Přes vrchol vede hřebenová červená turistická trasa KČT a těsně jej obchází také žlutě značená trasa spolu se souběžnou cyklotrasou 6083 vedoucí z Komorní Lhotky do Třince-Karpentné.
- Trasa z obce Morávka: od rozcestníku Morávka, Lipový vede žlutá turistická trasa na sedlo Pod Velkým Lipovým, odtud vede na vrchol červená turistická trasa (délka 4,5 km).
- Trasa z obce Řeka přes Ropičku: od rozcestníku Řeka, střed po žluté na sedlo Pod Ropičkou, odtud po zelené turistické trase k turistické chatě Ropička a dále po červené turistické trase na vrchol Velkého Lipového (délka 5,5 km).
- Trasa z obce Řeka přes Javorový: od rozcestníku Řeka, střed po zelené turistické trase na Gutské sedlo, dále po žluté turistické trase k rozcestníku Pod Javorovým, odtud po modré turistické trase přes Šindelnou, u rozcestníku Šindelná (sedlo) odbočit na žlutě značenou turistickou trasu směrem k sedlu Pod Velkým Lipovým a poté po červené na vrchol hory (délka 10 km).